# Baugrundstück
Baugrundstück ist ein Grundstück, zu dem eine Baugenehmigung für die Errichtung von baulichen Anlagen vorliegt.

## Allgemeines
Der Status von Grundstücken hängt von ihrer Nutzung ab. Durch Landwirtschaft genutzte heißen Agrarflächen, ungenutzte, nicht erschlossene Grundstücke sind Brachland. Für die spätere Bebauung gibt es Bauerwartungsland und Bauland. Auf letzterem befinden sich baureife Grundstücke: erschlossene, ungenutzte, mit Baurecht belegte Grundstücke.
Das Baugrundstück unterscheidet sich vom allgemeinen Grundstücksbegriff, denn einerseits sind die flächenhaften Festsetzungen im Bebauungsplan nicht an die bestehenden Grundstücksgrenzen und Grundstückszuschnitte gebunden, andererseits ist es im Bebauungsplan nicht möglich, Grundstücksgrenzen oder Grundstückszuschnitte verbindlich festzusetzen. Zudem kann eine planungsrechtliche Festsetzung an den bestehenden Eigentumsverhältnissen nichts ändern und daher keine Bildung von Grundstücken im Rechtssinne bewirken. 

## Rechtsfragen
Der Rechtsbegriff Baugrundstück taucht in verschiedenen Gesetzen auf und ist ein Begriff aus dem Bauplanungsrecht. Nach der Rechtsprechung des Bundesverwaltungsgerichts (BVerwG) ist das Baugrundstück im bauplanungsrechtlichen Sinne im Regelfall mit dem grundbuchrechtlichen Grundstück gleichzusetzen. Das BVerwG stellte im zitierten Urteil klar, dass auch bei baurechtlich maßgeblichen Sachverhalten das Grundstück im grundbuchrechtlichen Sinne in den meisten Fällen tatsächlich identisch ist mit dem Baugrundstück oder aber aus rechtlichen Gründen mit dem Baugrundstück gleichzusetzen ist.  
Im Bebauungsplan können aus städtebaulichen Gründen unter anderem auch als Mindestmaße die Größe, Breite und Tiefe der Baugrundstücke und das Höchstmaß für Wohnbaugrundstücke festgesetzt werden (§ 9 Abs. 1 Nr. 3 BauGB). Die Gemeinden sollen nach § 4 Abs. 3 WoFG Bauwillige, die ein Baugrundstück zur Wohnraumförderung erwerben wollen, beraten und unterstützen. Zulässige Grundfläche ist der Anteil des Baugrundstücks, der von baulichen Anlagen überdeckt werden darf (§ 19 Abs. 2 BauNVO). 
Nur ein „baureifes Grundstück“ kann ein Baugrundstück sein. Ein baureifes Grundstück liegt vor, wenn die Bebauung zulässig und die Erschließung gesichert ist und insbesondere die Anbindung an das öffentliche Straßennetz gegeben ist. „Baureife“ bedeutet, dass Grundstücke stets durch anbaufähige Verkehrsanlagen und die ortsüblichen Versorgungsanlagen erschlossen sein müssen und das Grundstück nach den bestehenden Vorschriften sofort bebaut werden kann.
Nach § 6 Abs. 1 II. BV darf als Wert des Baugrundstücks höchstens angesetzt werden, 
- wenn das Baugrundstück dem Bauherrn zur Wohnbauförderung unter dem Verkehrswert überlassen worden ist: der Kaufpreis;
- wenn das Baugrundstück durch Enteignung zur Durchführung des Bauvorhabens vom Bauherrn erworben worden ist: die Entschädigung;
- in anderen Fällen der Verkehrswert (gemäß § 194 BauGB) oder der Kaufpreis, es sei denn, dass er unangemessen hoch gewesen ist.

Im steuerbegünstigten Wohnungsbau dürfen neben dem Verkehrswert Kosten der Zwischenfinanzierung, Kapitalkosten und Steuerbelastungen des Baugrundstücks, die auf die Bauzeit entfallen, nicht angesetzt werden.
Bei der Wertermittlung von Bauland ist sowohl dessen Entwicklungszustand als auch der künftige Bedarf an Baugrundstücken zu prüfen (§ 20 BelWertV).

## Abgrenzung
Zwischen Baugrundstück und Bauland ist zu unterscheiden. Bauland ist der Oberbegriff, der in einem Bebauungsplan auftaucht und einzelne Baugrundstücke enthält.